# 177 Ірма
177 Ірма (177 Irma) — астероїд головного поясу, відкритий 5 листопада 1877 року.